# Leonel Sánchez
Leonel Guillermo Sánchez Lineros (ur. 25 kwietnia 1936 w Santiago, zm. 2 kwietnia 2022 tamże) – chilijski piłkarz, występował na pozycji napastnika. 

## Kariera sportowa
W latach 1955–1968 reprezentant Chile w piłce nożnej. Najlepszy gracz zespołu w 1962, imponował widowiskową, skuteczną i nieszablonową grą. Jeden z sześciu najlepszych snajperów turnieju Mistrzostw Świata 1962 i brązowy medalista. W reprezentacji Chile rozegrał 84 mecze, w których zdobył 24 bramki. Wystąpił dwukrotnie w finałach mistrzostw świata, w których zagrał w 9 meczach i strzelił 4 gole. Wystąpił również w mistrzostwach Ameryki Południowej 1956 roku w Urugwaju, w których rozegrał 5 meczów i strzelił 2 gole. Reprezentacja Chile zdobyła wówczas srebrny medal.